# Romeoville (Illinois)
Romeoville es una villa ubicada en el condado de Will en el estado estadounidense de Illinois. En el Censo de 2010 tenía una población de 39 680 habitantes y una densidad poblacional de 816,83 personas por km².

## Geografía
Romeoville se encuentra ubicada en las coordenadas 41°38′12″N 88°5′57″O / 41.63667, -88.09917. Según la Oficina del Censo de los Estados Unidos, Romeoville tiene una superficie total de 48,58 km², de la cual 47,75 km² corresponden a tierra firme y (1,7 %) 0,83 km² es agua.

## Demografía
Según el censo de 2010, había 39 680 personas residiendo en Romeoville. La densidad de población era de 816,83 hab./km². De los 39 680 habitantes, Romeoville estaba compuesto por el 65,97 % blancos, el 11,78 % eran afroamericanos, el 0,53 % eran amerindios, el 6,36 % eran asiáticos, el 0,01 % eran isleños del Pacífico, el 12,34 % eran de otras razas y el 3,01 % pertenecían a dos o más razas. Del total de la población el 29,95 % eran hispanos o latinos de cualquier raza.